# Ned Parfett
Edward John "Ned" Parfett (Londres, 21 de julio de 1896 - 29 de octubre de 1918) fue un soldado británico de la Primera Guerra Mundial, también notable por su aparición como vendedor de periódicos en una fotografía de época tomada en el centro de Londres (Reino Unido) al día siguiente del hundimiento del RMS Titanic en abril de 1912.

## Biografía
Parfett nació en 1896, cerca de la estación de Waterloo, siendo uno de los seis hijos de sus progenitores, y el tercero de cuatro hermanos. Su familia tenía fuertes lazos con el catolicismo y eran de origen irlandés, a pesar de que habían vivido en Inglaterra desde mediados del siglo XIX. El joven Ned comenzó a trabajar en la construcción de edificios en el área de Londres, pero tras resultar herido, pasó a trabajar como repartidor de periódicos. Mientras desempeñaba esta tarea, fue genialmente ilustrado en las calles del centro de Londres, mostrando una pancarta con la edición de tarde de las noticias que narraban el hundimiento del RMS Titanic, ocurrido el día anterior.

Ned Parfett, mejor conocido como el repartidor de periódicos del Titanic
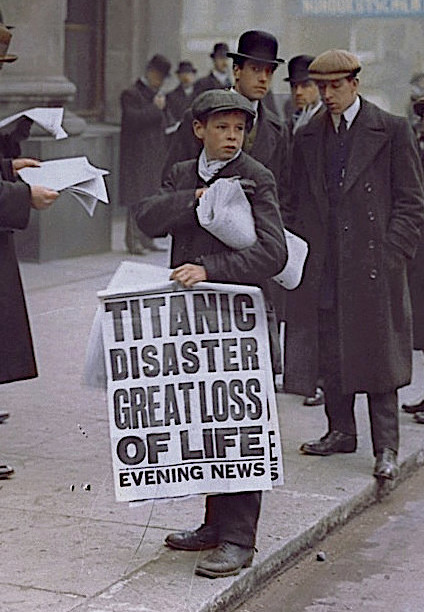
Fotografía coloreada de Ned Parfett
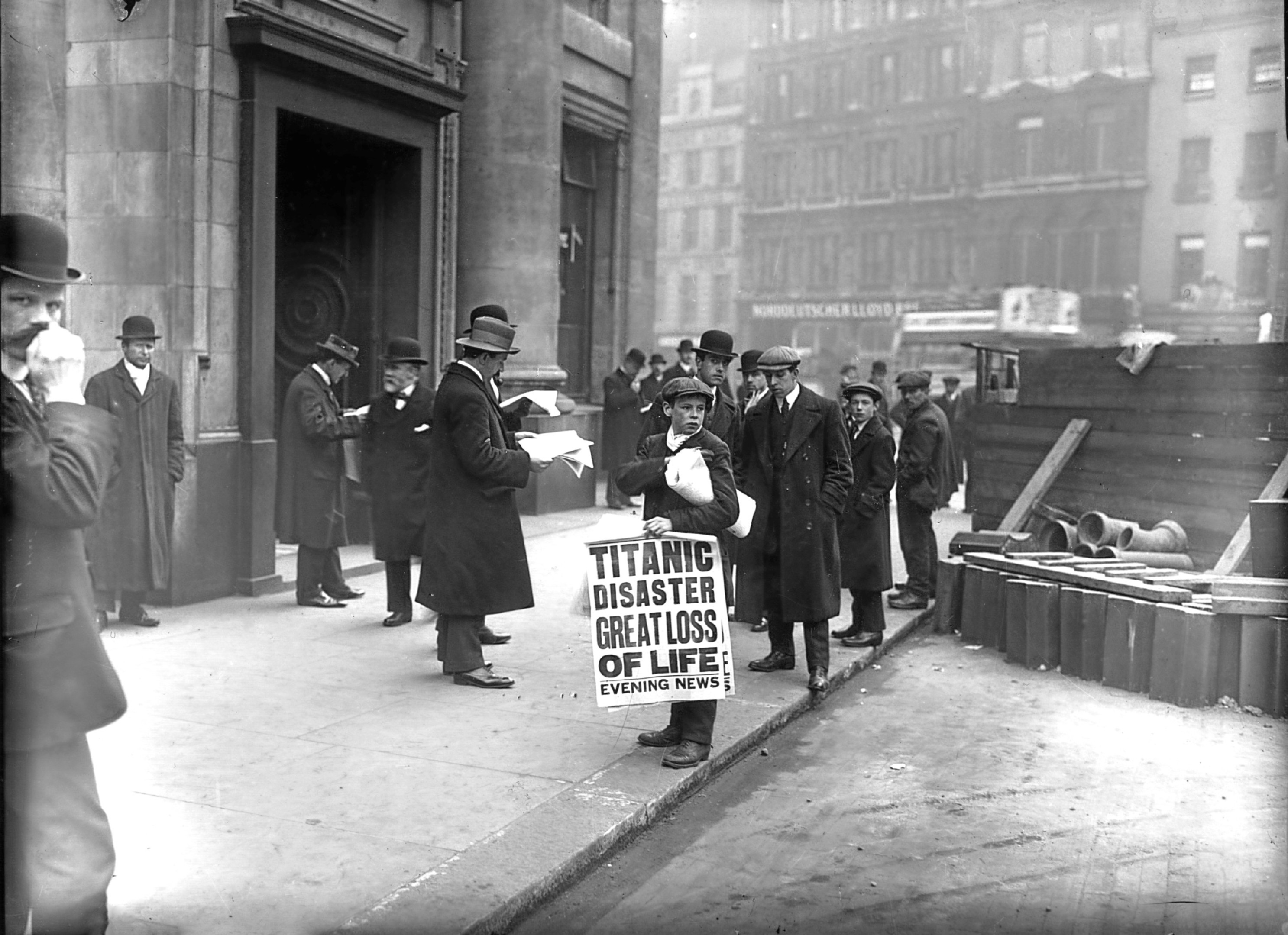
Ned Parfett, afuera de las oficinas de White Star Line en Oceanic House en Cockspur Street, cerca de Trafalgar Square en Londres, el 16 de abril de 1912.

Una de las fotografías más icónicas del desastre del Titanic muestra a un repartidor de periódicos en Trafalgar Square. Ese joven era Ned Parfett, de 16 años.

## Trayectoria militar
Al estallido de la Primera Guerra Mundial en 1914, Ned tenía solamente 18 años de edad, sin embargo, no se unió al ejército hasta dos años más tarde, a mediados de 1916, En 1916, Ned se alistó en la Artillería Real, inicialmente como mensajero. Posteriormente, fue reasignado a tareas de reconocimiento. Durante el combate, Ned demostró un gran valor. Recibió la Medalla Militar y fue mencionado en varios despachos por su valentía en diversas misiones en el frente. Ned fue uno de los cuatro hermanos que sirvieron en la guerra; sin embargo, todos regresaron a casa excepto él.Cuando se enroló en la Royal Artillery, Con poca trayectoria recibió reconocimientos y galardones militares por una serie de misiones en el frente.

## Fallecimiento
El 29 de octubre de 1918, Ned tenía previsto volver a casa de permiso y se detuvo en los almacenes del intendente para comprar algo de ropa. Mientras estaba allí, un proyectil enemigo impactó en el edificio y Ned fue uno de los muertos. Este trágico suceso ocurrió menos de dos semanas antes del final de la guerra. Si Ned hubiera obtenido su permiso, habría estado en casa en el momento en que se firmó el Armisticio. Ned murió a la edad de 22 años. Fue 6 años y medio después de que se tomara la famosa foto de él. Fue enterrado en el Cementerio de Guerra Británico en Verchain-Maugre en Francia.